# Regreso a Ítaca
Regreso a Ítaca (en francés: Retour à Ithaque) es una película cómico-dramática de 2014 dirigida por Laurent Cantet. La película se estrenó en el Festival Internacional de Cine de Venecia de 2014. Fue proyectada en la sección de Presentaciones Especiales del Festival de Cine Internacional de Toronto 2014.

## Argumento
Cinco amigos se reúnen en una azotea en La Habana para celebrar el regreso de Amadeo tras 16 años de autoexilio en España. Durante la noche se ponen a cantar, bailar, recordar el pasado y dar sentido al presente.
El argumento es una adaptación libre de un fragmento de La novela de mi vida de Leonardo Padura.

## Reparto
- Isabel Santos como Tania.
- Jorge Perugorría como Eddy.
- Fernando Hechavarría como Rafa.
- Néstor Jiménez como Amadeo.
- Pedro Julio Díaz Ferran como Aldo.

## Galardones
La película ganó el Premio de los Días de Venecia en el Festival Internacional de Cine de Venecia de 2014.